# … and the Beat Goes On!
… and the Beat Goes On! (engl. für: … und der Beat geht weiter!) ist das Debütalbum der deutschen Dance-Band Scooter. Es erschien am 31. Januar 1995 über die Labels Club Tools und Edel Music.

## Produktion
Das Album wurde von dem Produzententeam The Loop!, bestehend aus Hans Peter Geerdes, Hendrik Stedler, Jens Thele und Sören Bühler, produziert.

## Covergestaltung
Das Albumcover zeigt die lachenden Gesichter der damaligen drei Bandmitglieder Rick J. Jordan, H. P. Baxxter und Ferris Bueller. Darunter befindet sich der Titel … and the Beat Goes On! in großen, weiß-leuchtenden Buchstaben. Am oberen Bildrand steht der blaue Schriftzug Scooter. Der Hintergrund ist in den Farben Blau, Rot und Gelb gehalten.

## Titelliste
| #  | Titel                 | Länge |
| -- | --------------------- | ----- |
| 1  | Different Reality     | 5:33  |
| 2  | Move Your Ass!        | 5:38  |
| 3  | Waiting for Spring    | 4:28  |
| 4  | Endless Summer        | 4:04  |
| 5  | Cosmos                | 6:06  |
| 6  | Rhapsody in E         | 6:02  |
| 7  | Hyper Hyper           | 5:00  |
| 8  | Raving in Mexico      | 6:05  |
| 9  | Beautiful Vibes       | 5:13  |
| 10 | Friends               | 5:10  |
| 11 | Faster Harder Scooter | 5:06  |

## Chartplatzierungen und Singles
… and the Beat Goes On! stieg am 27. März 1995 auf Platz 43 in die deutschen Charts ein und erreichte zwei Wochen später mit Rang 25 die Höchstposition. Insgesamt hielt sich das Album mit einer Unterbrechung 20 Wochen in den Top 100. Auch in Österreich und der Schweiz erreichte das Album die Charts und belegte Platz 27 bzw. 29.
Die vier aus dem Album als Singles ausgekoppelten Lieder waren noch deutlich erfolgreicher als das Album selbst. So erreichte die erste Auskopplung Hyper Hyper Rang 2 der deutschen und österreichischen Charts und erhielt für mehr als 500.000 verkaufte Einheiten in Deutschland eine Platin-Schallplatte. Die folgenden Singles Move Your Ass!, Friends und Endless Summer erreichten ebenfalls die Top 5 der deutschen Charts und wurden für je über 250.000 Verkäufe mit einer Goldenen Schallplatte ausgezeichnet.